# José María Plá
Josep Maria Plá i Machado (Maldonado, llavors Banda Oriental, avui Uruguai, 15 d'octubre de 1794 - Montevideo, 23 d'abril de 1869), va ser un polític uruguaià, fill de pare català, i President de la República (interí) el 1856.
Senador pel departament de Maldonado entre 1854 i 1857, i des de 1868 fins a la seva mort, va exercir el Poder Executiu com a President del Senat en substitució de Manuel Basilio Bustamante del 15 de febrer a l'1 de març de 1856.